# کوشیرو فوناکاوا
کوشیرو فوناکاوا (ژاپنی: 船川 航司朗؛ زادهٔ ۲۶ فوریهٔ ۱۹۹۴) یک بازیکن فوتبال اهل ژاپن است.
از باشگاه‌هایی که در آن بازی کرده‌است می‌توان به باشگاه فوتبال کاگوشیما یونایتد و باشگاه فوتبال و-واران ناگاساکی اشاره کرد.